# Videojuegos en México
La Industria de videojuegos en México es el sector económico involucrado en el desarrollo, distribución y mercadotecnia de videojuegos en México, se le considera estar en desarrollo pero ha tenido un incremento muy alto en los últimos 10 años, además de que México es el país con mayor consumo de videojuegos en América Latina y uno de los primeros 15 del mundo.

## Datos generales
La plataforma donde más se utilizan los videojuegos en México son los Teléfonos inteligentes.
Los ingresos del mercado mexicano de videojuegos es de 20.1 millones de pesos anuales (2015).

## Historia
Los videojuegos en México han tenido gran impacto así como en Estados Unidos, el consumo de estos fue en un principio a partir de mercados grises y piratería debido a la falta de un mercado minorista. Por lo tanto, existiendo el poder adquisitivo para la compra de videojuegos y consolas no había quién los vendiera de otra manera, aun así el consumo de productos no legales no aisló la oportunidad de que franquicias como Xbox y PlayStation crearan una base de jugadores que consumieran los productos legales cuando esto fuera posible, aunque la mayoría accedían a la piratería por medio de chips en sus consolas y videojuegos clonados.
A pesar de que no había ningún tipo de fabricación de Arcades en México, resultaron ser de mucho valor para el interés de participar en la industria de videojuegos.
Los buenos diseñadores en México tienden a salir del país a trabajar en empresas extranjeras ya que tienen muy buenas ideas pero no tienen buena narrativa y no saben cómo llevar a cabo su diseño.

### Las máquinas de Arcade
El consumo de máquinas de Arcade conocidas también como maquinitas, chispas o electros fue, en gran medida, como iniciaron los videojuegos en México, donde estas máquinas se volvieron centro de entretenimiento en cualquier tienda, negocio e incluso estaciones del metro. En los 90's la industria de estas máquinas decaía en Estados Unidos mientras que en México se popularizaban hasta que las consolas llegaron a ser más accesibles. Como resultado de la gran popularidad de estas máquinas llegaron a zonas rurales muy escondidas donde actualmente ni siquiera hay telefonía móvil.

### Mercados minoristas
En 1973 Morris Behar produce su propia consola con un juego parecido al Pong que se llamó NESA-Pong donde NESA es la abreviatura de Novedades Electrónicas, S.A. La consola se consumió en casi toda América Latina pero debido a problemas de desviación de fondos ganados por parte de un socio de la empresa, se decidió concluir la venta de la consola.
Para 1980 la consola Atari VSC 2600 llega a México con permisos a través de una carga de una empresa de empacamiento de carnes, con el fin de hacer más redituare traer mercancía de Estados Unidos que traer camiones vacíos. El interés de traer consolas se volvió una manera de hacer dinero, la tienda departamental Liverpool obtiene derechos exclusivos para distribuir las consolas de Atari iniciando así la distribución de consolas.
La distribución de consolas fuera de mercados grises fue disminuyendo lentamente. Empezaron a surgir negocios dentro de locales y en bazares como el de Pericoapa o el de Lomas Verdes que ganaron popularidad hasta convertirse en empresas como Game Express y Game Planet.

### Difusión en medios
Empezaron a surgir revistas dedicadas a los videojuegos como Club Nintendo que lograron crear una noción de comunidad entre los «gamers» que resultó ser muy popular. Y fue un factor importante en el surgimiento de gente interesada en la industria de los videojuegos.
Algo que también apoya a los diseñadores novatos es la llegada de los «Game Jam´s» a México, dando experiencia a personas que carecen de ella y la oportunidad de que los nuevos talentos sean reconocidos.

### Industria de videojuegos
En los años 70 ya existía desarrollo de videojuegos para grandes empresas como Atari, pero no era algo que compañías externas estuvieran interesadas en que madurara y creciera. Así se mantuvo hasta que en el 2000 surgieron cuatro compañías pioneras en el desarrollo de videojuegos: Snake & Eagle Studios, Evoga, Aztec Tech Games, y Radical Studios a pesar de que ninguna de estas compañías existe hoy en día, en su mayoría debido a que no había la suficiente preparación para llevar a cabo estas empresas, fueron las razones por la que el desarrollo de videojuegos pudo crecer. Aztec Tech Games inició el Instituto Aztec Tech con la filosofía de crear educación e interés alrededor de los videojuegos, animación 3D y creación de efectos especiales, actualmente se puede ver su página como se veía hace 7 años.
El desarrollo de videojuegos en México no cambió mucho hasta que Slang Studio y Kaxan Games realizaron juegos con nivel de producción bajo como Atrévete a Soñar y el El Chavo del 8, ambos basados en juegos similares extranjeros. Adicionalmente, Kaxan Games creó Taco Master el multipremiado videojuego para teléfonos móviles, que duró muchos meses en primer lugar de Apple Store de México y Play Store, este videojuego ganó el LA MTV Award Latinoamérica y se ha descargado más de 5 millones de veces en 180 países.

## Carreras y escuelas de videojuegos en México.
En México, las escuelas y universidades no tenían programas de estudios orientados al área de producción de videojuegos y no fue sino hasta que la popularidad de su producción independiente generó grandes expectativas que escuelas con gran experiencia en el área de la animación 3D, videojuegos y las artes visuales vieron oportunidades en el país. El Instituto Cardan creó desde Canadá el primer programa de estudios en el área de videojuegos en español en modalidad en línea, seguido un par de años después por la instalación del Instituto SAE en la capital del país y la creación de programas de estudio por otras escuelas como el Tec de Monterrey, UVM y otras universidades.

## Desarrollo y producción en el país
A pesar de que México es un país consumidor de videojuegos realmente su proporción en producción no es la misma. 
Estudios como Squad Games desarrollador de Kerbal Space Program, Xibalba Studios con MilitAnt, un juego disponible para PS4 o HyperBeard Games con la aplicación móvil KleptoCats han tenido éxito en el desarrollo de videojuegos. Cada vez vemos que son más los estudios dedicados al desarrollo de videojuegos lo cual favorece también al incremento de videojuegos nacionales.
A continuación se nombran algunos de los videojuegos que se han desarrollado en México:
- Lucha Libre AAA: Héroes del Ring
- Atrévete a soñar
- Antrophos
- El Chavo del 8
- Taco Master
- Kerbal Space Program
- Elliot Quest
- KleptoCats
- MilitAnt
- Attractio
- Mulaka
- Neon City Riders
- Flat Kingdom
- Pato Box
- Greak: Memories of Azur
- Running Fable
- Aztech Forgotten Gods
- Dark Tales from México: Prelude.
- Candle Knight
- Mostroscopy
- 9 Years of Shadows
- Lonesome Village

## Eventos relacionados al sector
- Game Conference MX. Evento dirigido a los profesionales del desarrollo de videojuegos en México y Latinoamérica de habla hispana.
- Pixelatl. Un festival y evento de mercado que además de la animación y comics cuenta con un espacio dedicado a los desarrolladores de videojuegos y a los videojuegos mexicanos.
- Electronic Game Show. Es uno de los eventos de videojuegos más antiguos organizados en México. Ahora conocido como Liverpool Gaming Fest EGS después de una fusión con el  Liverpool Gaming Fest.
- Foro Internacional del Juego DEVHR. Espacio dedicado a creadores, jugadores, académicos y demás personas interesadas en ek sector de los videojuegos.